# Pulleniella
Pulleniella es un género de foraminífero bentónico de la subfamilia Pulleniinae, de la familia Nonionidae, de la superfamilia Nonionoidea, del suborden Rotaliina y del orden Rotaliida. Su especie tipo es Pulleniella asymmetrica. Su rango cronoestratigráfico abarca el Holoceno.

## Clasificación
Pulleniella incluye a las siguientes especies:
- Pulleniella asymmetrica
- Pulleniella osloensis